# 睫毛长叶繁缕
睫毛长叶繁缕（学名：Stellaria longifolia f. ciliolata）为石竹科繁缕属长叶繁缕下的一个变型。